# Vilviestre del Pinar
Vilviestre del Pinar község Spanyolországban, Burgos tartományban. Vilviestre del Pinar San Leonardo de Yagüe, Palacios de la Sierra, Quintanar de la Sierra és Canicosa de la Sierra községekkel határos. Lakosainak száma 504 fő (2024).

## Népesség
A település népessége az utóbbi években az alábbiak szerint változott:
| Lakosok száma | 748  | 751  | 718  | 743  | 665  | 630  | 596  | 520  | 532  | 504  |
|               | 2001 | 2004 | 2006 | 2009 | 2011 | 2014 | 2016 | 2019 | 2021 | 2024 |